# Chris O'Neil
Christine »Chris« O'Neil, avstralska tenisačica, * 19. marec 1956, Newcastle, Novi Južni Wales, Avstralija.
Chris O'Neil je največji uspeh kariere dosegla z zmago na Grand Slam turnirju za Odprto prvenstvo Avstralije leta 1978 kot nepostavljena igralka, ko je v finalu premagala Betsy Nagelsen v dveh nizih. Je tudi zadnja domača zmagovalka turnirja za Odprto prvenstvo Avstralije. Na turnirjih za Odprto prvenstvo Anglije se je najdlje uvrstila v tretji krog leta 1974, na turnirjih za Odprto prvenstvo Francije in Odprto prvenstvo Francije in Odprto prvenstvo ZDA pa v drugi krog. 

## Finali Grand Slamov (1)

### Zmage (1)
| Leto | Turnir                      | Nasprotnica v finalu | Rezultat finala |
| 1978 | Odprto prvenstvo Avstralije | Betsy Nagelsen       | 6–3, 7–6        |